# Zaagblad (gereedschap)

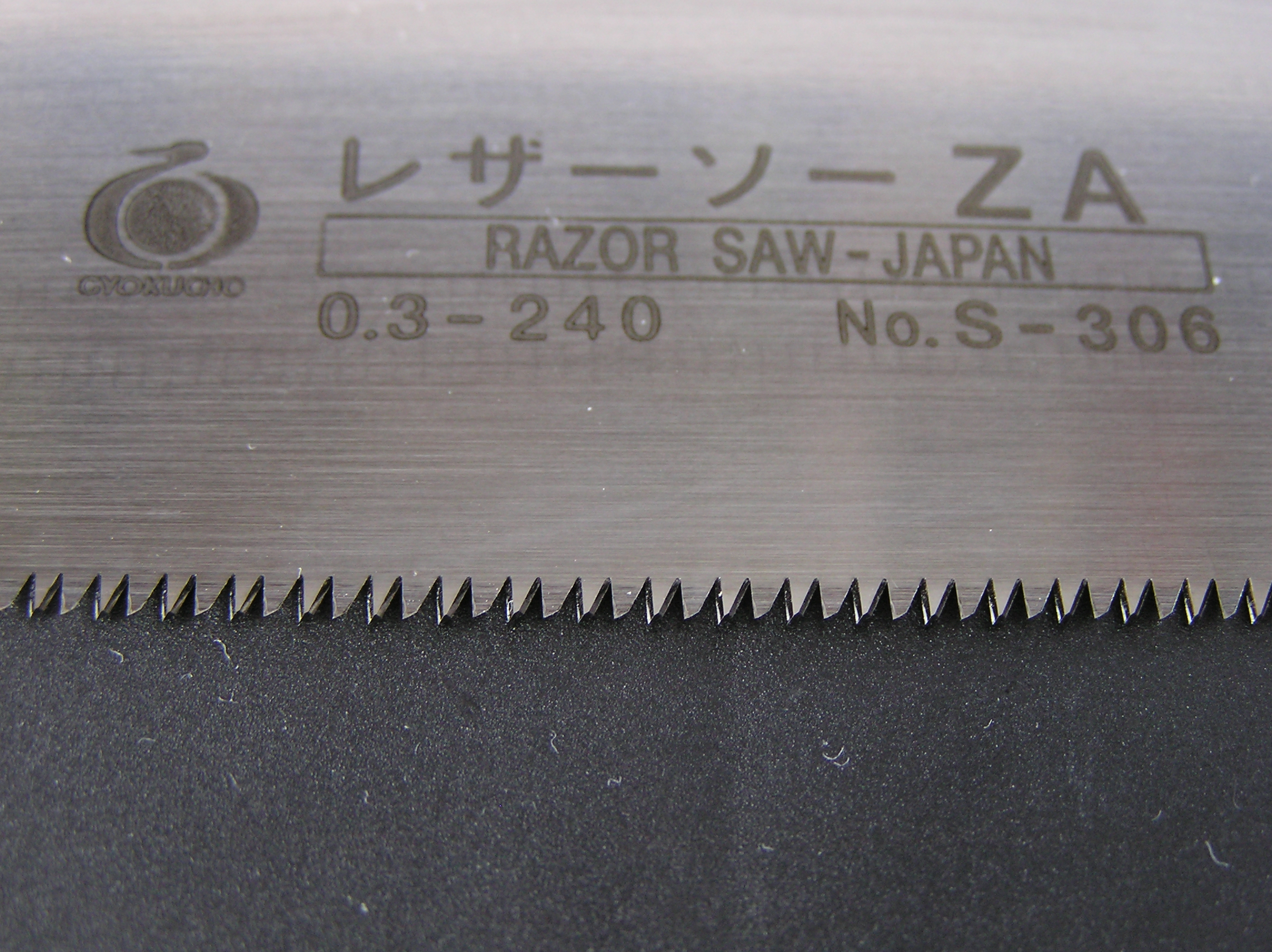
Onderste gedeelte van een zaagblad, met de tanden

Een zaagblad is het deel van een zaag waarmee het te zagen materiaal in de zaaggroef verspaand wordt. De tanden ervan, die werken als kleine beiteltjes, zijn gevormd en geslepen naargelang wat ermee gezaagd moet worden. Door druk uit te oefenen op het zaagblad of werkstuk dringt dit tand voor tand in het materiaal, waarbij elke tand een spaan afneemt.
Er zijn zaagbladen voor het zagen van verschillende materialen zoals: hout, metaal, kunststof en steen. Voor alle zaagbladen geldt dat de tanden ervan zijn gemaakt van een materiaal dat harder is dan het te bewerken materiaal. Men onderscheidt zaagbladen voor handbediende zagen en voor machinezagen. Bij deze laatste kan, al naargelang het soort zaagmachine, de vorm van het zaagblad behalve recht, ook cirkelvormig of in de vorm van een eindloos band of lint zijn. Bij onder meer een handzaag is het blad vast aan de handgreep bevestigd, bij een beugelzaag past men een los zaagblad toe. Deze zaagbladen zijn voor houtbewerking typisch 0,8 à 1 mm dik, voor metaalbewerking ongeveer 0,6 mm dik.
Bijna altijd zijn de tanden van een zaag gezet, dat wil zeggen beurtelings naar links en naar rechts uitgebogen. Dit om het vastlopen van het zaagblad in de zaagsnede te voorkomen. Sommige zaagbladen kunnen opnieuw worden gezet, hiervoor bestaat een zogenaamde zaagzettang. Het zetten vereist vaardigheid. De zetting bedraagt doorgaans een derde van de bladdikte naar beide zijden en maximaal de helft van de tandhoogte.

## Houtbewerking
Bij houtbewerking past men voor het zagen in de lengterichting van de houtvezels (schulpen) een zaagblad toe waarvan de tanden haaks op het blad geslepen zijn. Bij het afkorten, waarbij de vezels overdwars worden doorgesneden, gebruikt men een zaagblad waarvan de tanden onder een bepaalde hoek ten opzichte van het blad geslepen zijn. De tandholte dient voor het afvoeren van het zaagsel. Zagen die geschikt zijn om nat hout te zagen hebben dan ook veel tandholte, omdat nat zaagsel een groter volume heeft dan droog.